# Varbergs erövring
Varbergs erövring under nordiska sjuårskriget ägde rum i september 1565.
Då danskarna erövrat Älvsborg var Sverige helt avskuret från Kattegatt. Därför försökte Erik XIV tränga fram i Viskans dalgång för att erövra Varberg. Den 10 september 1565 inneslöt svenskarna Varbergs slott. Tre dagar senare sände man bud till den danske slottshövitsmannen, Hans Holck, och erbjöd kapitulation. Då Holck avböjde började svenskarna beskjuta slottet. Första dagen avlossades 980 skott, andra dagen 1 300. På tredje dagen genomfördes en lyckad stormning av slottet. Den svenske befälhavaren Charles de Mornay blev ny slottshövitsman.
Erövringen av slottet innebar även att svenskarna fick kontroll över Varbergs hamn. Hamnen användes för handel, bland annat export av ryska hudar. Dessutom användes hamnen för att utrusta svenska örlogsfartyg.